# ファイティング!!
『ファイティング!!』（原題：Fighting）は、アイルランド出身のハードロック・バンド、シン・リジィが1975年に発表した5作目のアルバム。

## 解説
イギリス盤とアメリカ盤ではジャケットが異なり、日本盤再発CDはイギリス盤に準じている。
バンドにとって初の全英アルバムチャート入りを果たした作品で、最高60位に達した。本作からは、ボブ・シーガーのカヴァー「ロザリー」と、フィル・ライノットのオリジナル曲「帰らぬおまえはワイルド・ワン」がシングルとしてリリースされた。

## 収録曲
特記なき楽曲はフィル・ライノット作。
1. ロザリー - "Rosalie" (Bob Seger) - 3:11
2. 愛すべきもの - "For Those Who Love to Live" (Brian Downey, Phil Lynott) - 3:08
3. 自殺 - "Suicide" - 5:12
4. 帰らぬおまえはワイルド・ワン - "Wild One" - 4:18
5. ファイティング - "Fighting My Way Back" - 3:12
6. キングス・ヴェンジェンス - "King's Vengeance" (Scott Gorham, P. Lynott) - 4:08
7. 闇に消えた炎 - "Spirit Slips Away" - 4:35
8. シルバー・ダラー - "Silver Dollar" (Brian Robertson) - 3:26
9. フリーダム・ソング - "Freedom Song" (S. Gorham, P. Lynott) - 3:32
10. バラード・オブ・ハード・マン - "Ballad of a Hard Man" (S. Gorham) - 3:14

2012年 デラックス・エディション ボーナスディスク（CD2）
1. ハーフ・カースト - "Half Caste" (B-side of the single "Rosalie") (Lynott) - 3:38
2. ロザリー（USアルバム・ミックス）- "Rosalie" (US album mix) - 2:56
3. ハーフ・カースト（BBCセッション 1975年5月29日）- "Half Caste" (BBC Session, 29 May 1975) - 3:52
4. ロザリー（BBCセッション 1975年5月29日）- "Rosalie" (BBC Session, 29 May 1975) - 3:15
5. 自殺（BBCセッション 1975年5月29日）- "Suicide" (BBC Session, 29 May 1975) - 5:18
6. バラード・オブ・ハード・マン（フォールス・スタート・アンド・ノー・ヴォーカル）- "Ballad of a Hard Man" (false starts, no vocal) - 4:08
7. トライ・ア・リトル・ハーダー（オルタネイト・ヴォーカル）- "Try a Little Harder" (alternate vocal) (Lynott, Robertson) - 4:07
8. ファイティング（ラフ・ミックス・ウィズ・オルタネイト・ヴォーカル）- "Fighting My Way Back" (rough mix with alternate vocal) - 3:23
9. ソング・フォー・ジェシー（ノー・ヴォーカル）- "Song for Jesse" (no vocals) (Lynott) - 2:13
10. リーヴィング・タウン（アコースティック、ベース & ドラム-ノー・ヴォーカル）- "Leaving Town" (acoustic, bass and drums – no vocals) - 4:51
11. ブルース・ボーイ - "Blues Boy" (Robertson) - 4:33
12. リーヴィング・タウン（エクステンデッド・テイク）- "Leaving Town" (extended take) - 5:52
13. 闇に消えた炎（エクステンデッド・ヴァージョン-テイク・フォー）- "Spirit Slips Away" (extended version – take four) - 5:30
14. 帰らぬおまえはワイルド・ワン（ノー・ヴォーカル）- "Wild One" (no vocals) - 4:18
15. メドレー ブライアンズ・ファンキー・フェザー（シルヴァー・ダラー）- "Bryan's Funky Fazer (Silver Dollar)" (Robertson) - 3:37

## カヴァー
- 自殺
  - ヨーロッパ - ライヴ・アルバム『Almost Unplugged』（2008年）に収録[4]。
- 帰らぬおまえはワイルド・ワン
  - ジョン・ノーラム - 『Total Control』（1987年）のCDボーナス・トラックとして発表。

## 参加ミュージシャン
- フィル・ライノット - ボーカル、ベース、アコースティック・ギター
- スコット・ゴーハム - ギター
- ブライアン・ロバートソン - ギター
- ブライアン・ダウニー - ドラムス、パーカッション